# Pink Prison
Pink Prison (1999) var den anden film produceret af Zentropas pornofilmselskab Puzzy Power.
Filmen er instrueret af Lisbeth Lynghøft og handler om fotojournalisten Mila (Katja Kean), der trænger ind i et stort mandefængsel i håb om at få et eksklusivt interview med fængselsinspektøren. Filmen, der kulminerer i en lesbisk scene med religiøse undertoner, blev indspillet i fængselskulissen fra Lars von Triers film Dancer in the Dark.
Både Constance og efterfølgeren Pink Prison fik international opmærksomhed og blev de bedst solgte sexvideoer i Skandinavien. I 2003 vandt Pink Prison i Tyskland en Venus Award som Bedste Skandinaviske Film. Den 12. marts 2006 blev pornografien frigivet i Norge, efter en positiv kvalitativ vurdering af Constance og Pink Prison.